# Baeckea imbricata
Baeckea imbricata är en myrtenväxtart som först beskrevs av Joseph Gaertner, och fick sitt nu gällande namn av George Claridge Druce. Baeckea imbricata ingår i släktet Baeckea och familjen myrtenväxter. Inga underarter finns listade i Catalogue of Life.